# MargenZero
MargenZero és un grup de punk rock català format a Lleida l'any 2005.

## Membres
- Jordi: veu i guitarra[2]
- David: guitarra
- Terry: baix
- Txabirolo: batería

## Discografia
- MargenZero (EP, 2007)
- Camino de piedras (2009)[3]
- Error del sistema (2012)[4]
- De generación (EP, 2014)[5]
- Sin retorno (2024)[6]